# Marie Sebag
Marie Sebag, född 15 oktober 1986 i Paris, Frankrike, är en fransk schackspelare. Sebag vann franska mästerskapet för damer 2000 och 2002. Hon blev stormästare i maj 2008.